# Otton IV (empereur du Saint-Empire)
Pour les articles homonymes, voir Othon IV.
Otton de Brunswick (Otton IV, en tant qu'empereur des Romains) est né en 1175/1176, probablement à Brunswick, en Saxe, et mort au château impérial de Harzburg, le 19 mai 1218. Il est élu roi des Romains en 1198 et couronné souverain du Saint-Empire par le pape Innocent III en 1209.
Seul empereur de la dynastie des Welf, il succède à Henri VI, de la maison de Hohenstaufen, qui est mort en 1197 en laissant un fils mineur, Frédéric II. Otton conduit une longue lutte pour le trône contre l'oncle de Frédéric, Philippe de Souabe, et ne règne en maître qu'après l'assassinat de ce dernier en 1208, jusqu'à 1211 (lorsque le pape l'excommunie pour ses tentatives de récupérer la suprématie sur le royaume de Sicile). Après l'élection de Frédéric comme nouveau roi des Romains, en 1212, et sa défaite contre le roi de France Philippe Auguste à la bataille de Bouvines, en 1214, Otton ne parvient pas à s'imposer et il se retire dans son pays natal. Il est inhumé en l'église Saint-Blaise de Brunswick.
Après les conflits entre Henri le Lion et Frédéric Barberousse, Otton est considéré comme le dernier grand représentant de la puissante famille des Welf dans la compétition acharnée avec les Hohenstaufen (guelfes et gibelins). Néanmoins, la plupart de ses contemporains dressent un tableau bien négatif de son règne et, jusqu'au XIXe siècle, il existe un point de vue traditionnel selon lequel la double élection de 1198 contribue de manière déterminante au déclin du pouvoir impérial. Des études plus récentes soulignent la tradition du baronnage anglo-normand, à laquelle la cour d'Otton demeure attachée, et le manque de familiarisation avec les processus de collaboration entre l'empereur et les princes.

## Biographie
Il est le fils d'Henri le Lion, duc de Bavière et de Saxe, et de son épouse Mathilde d'Angleterre, fille d'Henri II, comte d'Anjou et du Maine, duc de Normandie et d'Aquitaine et roi d'Angleterre. Les origines de la famille des Welf remontent à l'époque carolingienne, leurs ancêtres apparaissant déjà au VIIIe siècle. Par ce mariage en 1168, Henri le lion fut lié à la dynastie riche et puissante des Plantagenêt. De ce mariage est né Otton, le deuxième fils après son frère aîné Henri de Brunswick.
Son père est le plus riche et le plus puissant des nobles germaniques ; Henri le Lion est aussi un soutien essentiel du règne de son cousin, l'empereur Frédéric Barberousse, jusqu'à sa chute en 1180. Deux ans plus tard, la famille doit fuir en exil à la cour d'Angleterre où Otton passe sa jeunesse. Son oncle Richard Cœur de Lion, roi d'Angleterre à partir de 1189, essaie de le créer comte d'York, et par mariage roi d'Écosse, mais comme ces tentatives échouent, il lui donne le comté de Poitou en 1196. Il le reste jusqu'au 9 juin 1198, date où certains électeurs de l'Empire, menés par l'archevêque Adolphe de Cologne, l'élisent roi des Romains, première marche pour accéder au titre impérial. Otton obtient l'accord des princes ecclésiastiques comme l'archevêque Conrad Ier de Mayence ; toutefois, d'autres électeurs autour de Bernard III de Saxe et Louis de Bavière désignent le frère du défunt empereur, Philippe de Souabe, le 8 mars 1198 à Mühlhausen.
Le 21 juin 1208, son rival Philippe est assassiné par Otton de Wittelsbach, comte palatin de Bavière. Son concurrent étant mort, il se fait couronner empereur à Rome par le pape Innocent III le 4 octobre 1209, accompagné de l'archevêque Albert II de Magdebourg.
Suzerain de la Provence, il nomme en novembre 1209 l'Anglais Gervais de Tilbury maréchal de la cour impériale pour le royaume d'Arles avec obligation de résider à Arles, alors siège de nombreuses ambitions.
En 1210, il est excommunié par Innocent III, après qu'il s'est emparé de Spolète et d'Ancône qui font partie des territoires pontificaux. Le 27 juillet 1214, Otton IV est défait à la bataille de Bouvines par Philippe Auguste, y perd les insignes impériaux, s'enfuit et est déposé par les princes. Il ne conserve que le Brunswick.

## Famille
Le 23 juillet 1212, il épouse Béatrice de Souabe (fille de Philippe de Souabe, son malheureux rival) et devient ainsi duc de Souabe. Mais comme cette dernière meurt un mois après son mariage, il se remarie deux ans plus tard avec Marie de Brabant, fille d'Henri Ier.